# Islam Latinski
Islam Latinski je naselje na Hrvaškem, ki upravno spada pod občino Posedarje Zadrske županije.
Naselje leži na nadmorski višini 134 m okoli 22 km severovzhodno od Zadra. V naselju stoji župnijska cerkev sv. Nikole Blaženog postavljena leta 1756. Islam Latinski je nastal kot osmanska fortifikacija na mestu, kjer je stalo hrvaško srdenjeveško naselje Učitelja ves in zgodnjesrednjeveška utrdba Vespeljevac, katero je okoli leta 1571 zavzel bosanski sandžak-beg Ferhad-paša Sokolović. Leta 1577 je bila utrdba preimenovana v Sedd-i islam (Bedem islama; mestno-trdnjavsko obzidje islama). V 17. stoletju je bil tu sedež Islamske kapetanije. Od leta 1647 je bil kraj v skupini beneških posesti v Dalmaciji, od leta 1670 pa posest plemiške družine Mitrović-Janković. Današnje ime je kraj dobil leta 1709. Med vojno na Hrvaškem je bil leta 1991 okupiran, v osamosvojitveni vojni pa osvobojen januarja 1993.

## Demografija
| Pregled števila prebivalcev po letih | Pregled števila prebivalcev po letih | Pregled števila prebivalcev po letih | Pregled števila prebivalcev po letih | Pregled števila prebivalcev po letih | Pregled števila prebivalcev po letih | Pregled števila prebivalcev po letih | Pregled števila prebivalcev po letih | Pregled števila prebivalcev po letih | Pregled števila prebivalcev po letih | Pregled števila prebivalcev po letih | Pregled števila prebivalcev po letih | Pregled števila prebivalcev po letih | Pregled števila prebivalcev po letih | Pregled števila prebivalcev po letih |
| ------------------------------------ | ------------------------------------ | ------------------------------------ | ------------------------------------ | ------------------------------------ | ------------------------------------ | ------------------------------------ | ------------------------------------ | ------------------------------------ | ------------------------------------ | ------------------------------------ | ------------------------------------ | ------------------------------------ | ------------------------------------ | ------------------------------------ |
| 1857                                 | 1869                                 | 1880                                 | 1890                                 | 1900                                 | 1910                                 | 1921                                 | 1931                                 | 1948                                 | 1953                                 | 1961                                 | 1971                                 | 1981                                 | 1991                                 | 2001                                 |
| 348                                  | 325                                  | 221                                  | 200                                  | 228                                  | 268                                  | 572                                  | 602                                  | 477                                  | 561                                  | 641                                  | 653                                  | 606                                  | 688                                  | 436                                  |